# 裴兴镇
裴兴镇，是中华人民共和国重庆市垫江县下辖的一个乡镇级行政单位。

## 行政区划
裴兴镇下辖以下地区：
南华社区、拱桥村、长安村、高石村、上水村、双柏村、华龙村、新宝村和桂花村。